# Laps
Laps település Franciaországban, Puy-de-Dôme megyében. Lakosainak száma 597 fő (2022. január 1.). Laps Busséol, Pignols, Saint-Julien-de-Coppel, Saint-Maurice, Sallèdes és Vic-le-Comte községekkel határos.

## Népesség
A település népességének változása:
| Lakosok száma | 569  | 572  | 608  | 594  | 591  | 589  | 586  | 590  | 597  |
|               | 2013 | 2015 | 2016 | 2017 | 2018 | 2019 | 2020 | 2021 | 2022 |